# 蘭巴赫河 (布里恩茨湖)
46°45′03″N 8°02′49″E / 46.75075°N 8.04703°E
蘭巴赫河是瑞士的河流，位於該國中西部，流經伯恩州，屬於阿勒河的支流，河道全長4.6公里，流域面積6.5平方公里，最終在布里恩茨附近施萬登注入布里恩茨湖。